# Corrie Schimmel
Corrie Schimmel   (Bussum, 29 d'abril de 1939) és una nedadora neerlandesa ja retirada, especialista en estil lliure, que va competir durant la dècada de 1950.
El 1960 va prendre part en els Jocs Olímpics d'Estiu de Roma, on fou setena en els 400 metres lliures del programa de natació.
En el seu palmarès destaquen una medalla d'or i una de plata en els 4x100 metres lliures i 400 metres lliures respectivament al Campionat d'Europa de natació de 1958. Entre 1957 i 1960 guanyà cinc campionats nacionals en els 400 i 1.500 metres lliures. El 1959 i 1960 va establir deu rècords d'Europa en distàncies entre els 200 i 1.500 metres lliures.